# شهر خفر
شهر خفر (الفارسية: شهرخفر) هي قرية تقع في منطقة خفر الريفية، في منطقة خفر، مقاطعة جهرم ، محافظة فارس، إيران . في تعداد عام 2006، بلغ عدد سكانها 2501 نسمة، موزعين على 641 عائلة.